# Les Estivants
Pour plus de détails, voir Fiche technique et Distribution.
Les Estivants est un film franco-italien réalisé et écrit par Valeria Bruni Tedeschi sorti en 2018. Interprété, entre autres, par la réalisatrice, Pierre Arditi, Valeria Golino, Noémie Lvovsky mais aussi sa propre mère Marisa Borini et sa fille Oumy Bruni Garrel il décrit les relations d'une famille et de ses amis au cours d'un séjour estival sur la Côte d'Azur, scénario que la réalisatrice décrit comme une « autobiographie imaginaire ».
Il est présenté dans le cadre de la sélection officielle hors compétitive du festival de Venise 2018.

## Synopsis
Accompagnée de sa fille, Anna se rend pour quelques jours de vacances sur la Côte d'Azur dans une grande et belle villa. Elle y retrouve sa famille, des amis et les employés de la propriété. Au sein de cette petite communauté pleine de vie, elle doit faire face à une récente rupture sentimentale et poursuivre l'écriture de son prochain film. Mais au-delà des rires et des cris, les secrets, les relations de pouvoir et les désirs se font jour. Leurs tentatives de s'abstraire du monde ne réussissent pas à leur éviter la confrontation avec les ombres de leur vie.

## Fiche technique
- Titre : Les Estivants
- Réalisation : Valeria Bruni Tedeschi assistée d'Olivier Genet
- Scénario : Valeria Bruni Tedeschi, Agnès de Sacy, Noémie Lvovsky et la collaboration de Caroline Deruas
- Directrice de la photographie : Jeanne Lapoirie
- Montage : Anne Weil
- Décors : Emmanuelle Duplay
- Costumes : Caroline De Vivaise
- Musique : Paolo Buovini
- Son : François Waledisch
- Producteurs : Alexandra Henochsberg, Patrick Sobelman; Angelo Barbagallo
- Directeur de production : Serge Catoire
- Sociétés de production : Ad Vitam Production, Ex Nihilo, Bibi Films
- Sociétés de distribution : Ad Vitam (France) ; Lucky Red (Italie)
- Budget : 5 400 000 €
- Langue originale : français et italien
- Pays d'origine : France et Italie
- Format : couleurs
- Genre : comédie dramatique
- Durée : 125 minutes
- Dates de sortie :
  - 5 septembre 2018 en Italie(Mostra de Venise 2018)
  - 20 décembre 2018 en France

## Distribution
- Valeria Bruni Tedeschi : Anna, une cinéaste
- Pierre Arditi : Jean, son beau-frère
- Valeria Golino : Elena, sa femme et sœur d'Anna
- Noémie Lvovsky : Nathalie, la co-scénariste d'Anna
- Yolande Moreau : Jacqueline
- Vincent Perez : Jonathan Dickinson, l'acteur suisse
- Laurent Stocker : Stanislas
- Riccardo Scamarcio : Luca
- Bruno Raffaelli : Bruno
- Marisa Borini : Louisa
- Stefano Cassetti : Marcello
- Xavier Beauvois : le producteur du film
- François Négret : Jean-Pierre
- Oumy Bruni Garrel : Celia
- Anthony Ursin : un petit garçon
- Joël Clabault : Gérard
- Guilaine Londez : Pauline
- Franck Demules : Robert
- Bernard Nissille : Serge
- Brandon Lavieville : François
- Joël Clabault : Gérard
- Gigi Borini : La tante
- Souz Chirazi : Luce
- David Colombo-Léotard : le chauffeur de taxi
- Lionel Becimol : le chef de gare
- Léontina Fall : la femme sénégalaise
- Frederick Wiseman : lui-même, membre du CNC
- Aurélia Petit : elle-même, membre du CNC
- Patrick Sobelman : lui-même, membre du CNC

## Production
La réalisatrice et ses deux co-scénaristes ont mis deux ans à écrire le scénario. Le film est produit par Alexandra Henochsberg pour Ad Vitam et Patrick Sobelman pour Agat Films & Cie - Ex Nihilo, et coproduit par Angelo Barbagallo pour BiBi Film Tv.

### Inspiration autobiographique
Comme dans ses précédents films, Valeria Bruni Tedeschi a puisé dans sa vie personnelle pour construire son scénario et confie avoir « voulu donner du sens à sa propre vie » grâce à son travail. Le caméo du réalisateur de documentaires Frederick Wiseman au moment de l'audition du CNC donne une petite touche documentaire à l'histoire. On peut ainsi noter un grand nombre d'éléments autobiographiques dans le film :
- Anna est réalisatrice de films de cinéma et coécrit un scénario sur les membres de sa famille ;
- la mort du frère d'Anna, point central du film, ferait référence à son propre frère Virginio Bruni-Tedeschi décédé en 2006 des suites du sida ;
- les membres de la famille parlent tous italien et français ;
- la séparation d'Anna et Luca et leur petite fille Célia d'origine sénégalaise feraient référence à sa relation avec Louis Garrel, Célia étant jouée par leur propre fille adoptive Oumy Bruni Garrel ;
- Luca quitte Anna pour une mannequin dont on aperçoit les panneaux publicitaires de sous-vêtements féminins, ce qui pourrait évoquer le mariage de son ex-compagnon Louis Garrel avec Laetitia Casta ;
- Louisa la mère d'Anna, pianiste-concertiste et son ami Bruno, chanteur d'opéra, feraient référence à ses propres parents musiciens Alberto Bruni Tedeschi et Marisa Borini, cette dernière jouant son propre rôle ;
- Elena la petite sœur d'Anna, mariée à Jean un riche industriel politiquement à droite, feraient référence à sa sœur Carla Bruni et son mari Nicolas Sarkozy ;
- la tante est jouée par la vraie tante de la réalisatrice, Gigi Borini.

## Accueil

### Critiques
Le film est assez bien accueilli par la presse française avec une note moyenne de 3,6/5 sur le site Allociné. Parmi les critiques les plus élogieuses, Le Parisien considère le long-métrage comme « le plus accompli » de la réalisatrice « enveloppée de couleurs et d'une lumière magnifique », tandis que Thierry Chèze dans Ouest France évoque « un superbe film sur la lutte des classes ». En revanche Éric Neuhoff dans Le Figaro parle d'une « bouillabaisse de sentiments » et d'un « nombrilisme navrant ».
L'accueil du public est mitigé avec une note moyenne de 2,6/5 sur Allociné, 5,8/10 sur IMdB et seulement 46% de personnes ayant aimé le film sur l'agrégateur Google.

### Box-office
Le film fait en France 123 007 entrées.

## Distinctions
Les Estivants est projeté dans le cadre de la sélection officielle non compétitive du festival de Venise 2018.